# Tornado (zeilboot)
De Tornado is een catamaranzeilboot, bedoeld voor regatta's langs kusten en in havens en binnenwateren. De boot wordt gevaren door twee personen en is in 1966 ontworpen door Rodney March, Terry Pierse en Reg White. Het doel was dat de boot voor de Olympische Spelen gebruikt zou worden. In 1967 werd het type aanvaard als internationale klasse en van 1976 tot en met 2008 was de Tornado daadwerkelijk een Olympische klasse. De klasseregels noemen alleen March als ontwerper.

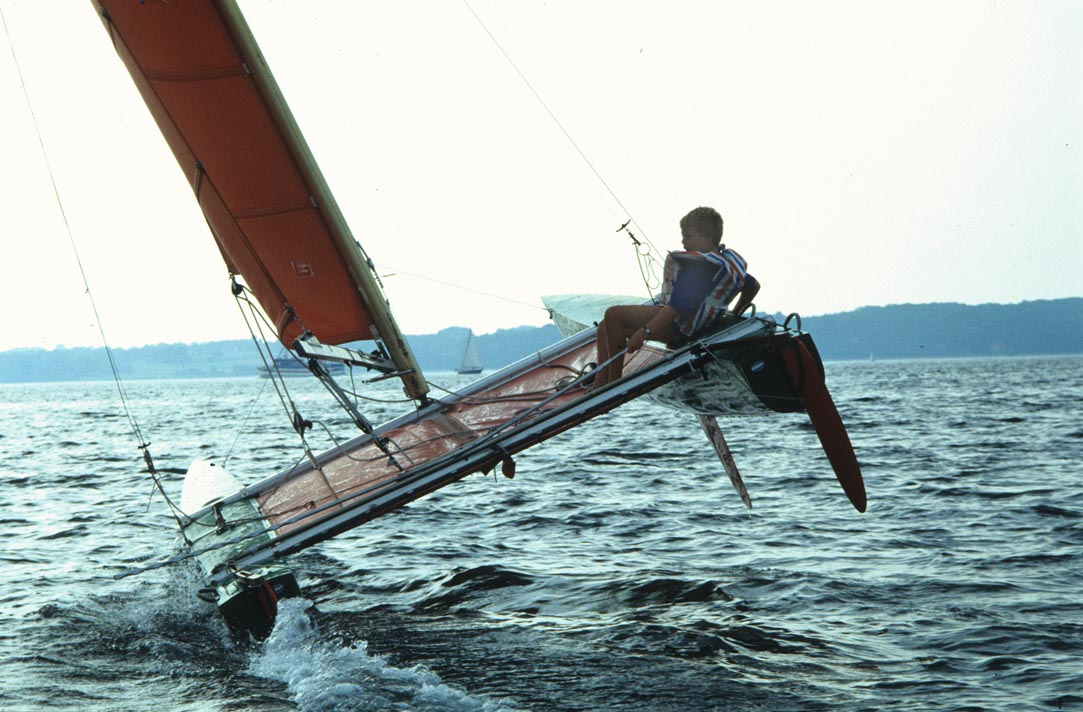
Tornado zeilend met een romp uit het water

In 2000 werden de klasseregels aangepast, waarmee de boot sneller is geworden. Een spinnaker en een extra trapeze werden toegevoegd en ook werden de zeilen groter.
Normaal gesproken komt tijdens het zeilen een van de rompen uit het water, waardoor de weerstand afneemt. Doordat beide bemanningsleden in de trapeze staan, kunnen ze met hun gewicht de boot in balans houden. Ook is bij de Tornado de mast draaibaar, waardoor het zeil effectiever wordt en de vorm beter beheersbaar is.
Op een ruimewindse koers kan de Tornado snelheden van 30 knopen (56 km/u) halen, aandewinds zijn snelheden van 18 knopen (33 km/u) haalbaar.

## Extreme 40
De Extreme 40-klasse is afgeleid van de Tornado.  Op hoofdlijnen zijn dit Tornado's in schaal 2:1.